# Eurycea rathbuni
Espèce
Synonymes
- Typhlomolge rathbuni Stejneger, 1896

Statut de conservation UICN

 VU D2 : Vulnérable
Eurycea rathbuni, la salamandre aveugle du Texas, est une espèce d'urodèles de la famille des Plethodontidae.

## Répartition
Cette espèce est endémique du centre du Texas aux États-Unis. Elle se rencontre dans le comté de Hays.

## Parasites

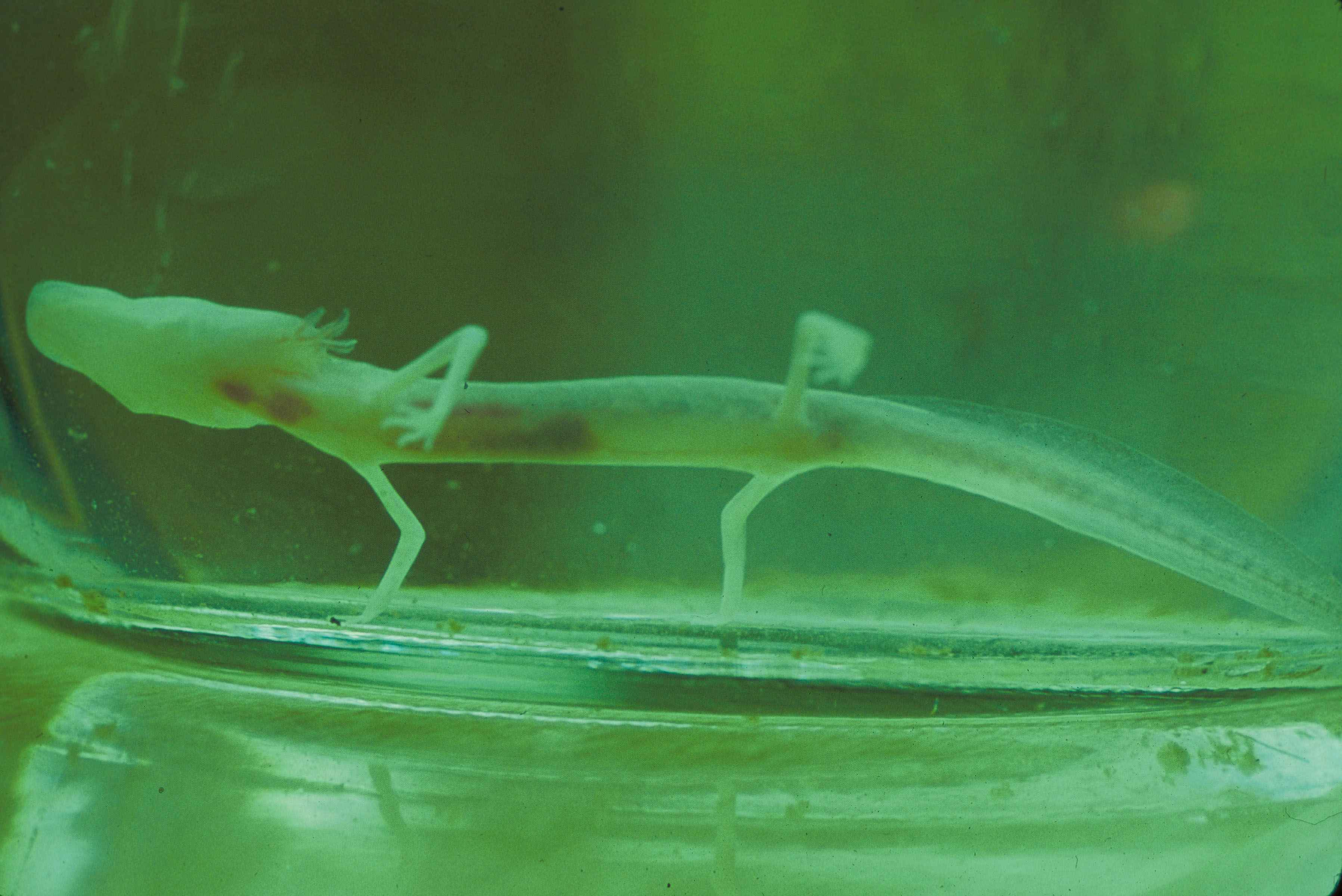

Le nématode Amphibiocapillaria texensis parasite l'intestin d'Eurycea rathbuni.

## Étymologie
Cette espèce est nommée en l'honneur de Richard Rathbun (1852-1918).

## Publication originale
- Stejneger, 1896 : Description of a new genus and species of blind tailed batrachians from the subterranean waters of Texas. Proceedings of the United States National Museum, vol. 18, p. 619-621 (texte intégral).